# Adam Karabec
Adam Karabec, né le 2 juillet 2003 à Prague en Tchéquie, est un footballeur tchèque qui évolue au poste de milieu offensif à l'Olympique lyonnais prêté par le Sparta Prague.

## Biographie

### En club
Adam Karabec est formé par le Bohemians 1905 avant de rejoindre le Sparta Prague où il débute en professionnel. Considéré comme l'un des joueurs les plus prometteurs du club, il reçoit en 2020 le prix du meilleur jeune joueur tchèque. Il joue son premier match face au Sigma Olomouc le 23 février 2020, en championnat. Il entre en jeu lors de cette rencontre perdue par son équipe (1-0).
Le 22 juin 2020 il signe un nouveau contrat avec le Sparta Prague, le liant avec le club jusqu'en 2023.

### En sélection
Avec les moins de 16 ans, il est l'auteur d'un doublé face à la Belgique, en février 2019 (victoire 4-2).
Il joue son premier match avec l'équipe de Tchéquie espoirs le 2 septembre 2020, face à Saint-Marin. Il est titulaire lors de cette rencontre qui se termine par la victoire des siens (0-6). Il participe ensuite au championnat d'Europe espoirs 2021 organisé en Hongrie et en Slovénie. Lors de cette compétition, il joue trois matchs. Il se met en évidence en délivrant une passe décisive face à l'Italie. Avec un bilan de deux nuls et une défaite, la Tchéquie est éliminée dès le premier tour.
Le 7 septembre 2020, il figure pour la première fois sur le banc des remplaçants de l'équipe nationale A, mais sans entrer en jeu, lors d'une rencontre de Ligue des nations face à l'Écosse (défaite 1-2).